# ゴットホルト・エフライム・レッシング
ゴットホルト・エフライム・レッシング（Gotthold Ephraim Lessing、1729年1月22日 - 1781年 2月15日）は、ドイツの詩人、劇作家、思想家、批評家。ドイツ啓蒙思想の代表的な人物であり、フランス古典主義からの解放を目指し、ドイツ文学のその後のあり方を決めた人物である。その活動は、ゲーテやシラー、カント、ヤコービ、ハーマン、ヘルダー、メンデルスゾーンなど当時のドイツ文学・思想に多大な影響を及ぼした。西洋近代の転生説を最初に明記した人物と言われており、この転生思想は現代日本への影響も大きい。
また彼の死後、文学・哲学界でいわゆる「スピノザ論争」がおきた。

## 生涯

### 生い立ち
ザクセン州のカメンツという小さな町に生まれる。父：ヨハン・ゴッドフリード・レッシングは聖職者で、後にカメンツの主任司祭（Pastor primarius、主席牧師とも）になった。
ゴットホルトは同地のラテン学校で初等教育を受けた。1741年にマイセンに所在する、ザクセン州立ギムナジウムのザンクト・アフラ校（en:Sächsisches Landesgymnasium Sankt Afra zu Meißen）へ進学する。学業に熱心に望み、校長から「二疋分の芻草がいる騾馬」とその吸収力を称賛された。

### 著作・創作活動
ライプツィヒ大学で、はじめ神学を学んだ。しかしレッシングは、神学ではなくヨハン・フリードリヒ・クリストやヨハン・アウグスト・エルネスティの言語学の講義に、より関心を持った。また女優のフリーデリケ・カロリーネ・ノイベルが座長を務める劇場に惹きつけられ、ノイベル夫人はレッシングの最初の喜劇『若い学者の群』の上演を許諾した。父ヨハンは息子のこうした交遊を好ましく思わなかったので、レッシングはさらに医学を学ぶ名目で同大学に在籍を続けた。ノイベル一座は1748年に解散した。このためレッシングは、まずヴィッテンベルクに行き、さらに友人で記者のクリストロープ・ミュリウスを頼ってベルリンに移った。
その後に著作・創作活動とともにさまざまな職を歴任。主にベルリンとライプツィヒとで、1748-1760年までには著述家、編集者として働く。
1751年暮れにヴィッテンベルクに戻るが、約1年が経過した1752年頃、文学で生計を立てることを志してベルリンに上京する。特に、1755年の『ミス・サラ・サンプソン』は、英国のジョージ・リロの『ロンドン商人』を基にし、さらに性格描写は同国の小説家サミュエル・リチャードソンの影響を強く受けているものの、ドイツにおける初のブルジョワ劇（ドイツ語: Bürgerliches Trauerspiel、世話物悲劇・平民悲劇とも）だった。この作品はフランクフルト・アン・デア・オーダーで初演されると大好評を博した。
この二度目のベルリン滞在ではモーゼス・メンデルスゾーンと親交を持ち、彼と共同で『ポープは哲学者か！』（ドイツ語: Pope ein Metaphysiker!）と題した論文を完成させている。この他に、詩人のヨハン・ヴィルヘルム・ルートヴィヒ・グライムや、軍人のエヴァルト・クリスティアン・フォン・クライストらとも知己になった。
1755年10月、戯曲に専念するためライプツィヒに移る。裕福な商人のゴッドフリード・ヴィンクレルをパトロンとして、約3年間の外遊を計画するが、七年戦争により挫折した。ヴィンクレルとは金銭問題で6年にも及ぶ法廷闘争となり、レッシングが勝訴した。この間、中世文学の批評を行うとともに、再びクライストと親交を持った。1758年、クライストの移駐に伴う別離を機に、レッシングは再びベルリンに移った。
1760年に土地と仕事を変える必要からブレスラウに移り、1760-1765年にはフリードリヒ・ボギスラフ・フォン・タウエンツィーエン将軍の秘書として働いた。タウエンツィーエン将軍はブレスラウの知事でもあり、レッシングはプロイセン軍将校と交友を持って賭博場にも出入りしたが、研究者としての道を忘れることは無かった。ここでキリスト教初期の歴史を研究し、『ラオコオン』に着手した。
1765年にドレスデンでの求職に失敗し、四度目のベルリン生活を送ることとなった。この時期に『ラオコオン』や『ミンナ・フォン・バルンヘルム』を発表した。中でも、1766年の著書『ラオコオン』ではギリシア美術を論じ、後の美術思想に大きな影響を及ぼす「ラオコオン論争」を起こした。
1762年、ハンブルクに移り、ハンブルク国立劇場で脚本家、指導者として働く。しかし劇場運営は失敗し、友人と立ち上げた印刷所経営にも失敗した。このためイタリア行きも検討するが、結局ヴォルフェンビュッテルの図書館職員の地位に落ち着いた。
1776年、47歳にして以前からの知人だった未亡人エヴァ・ケーニヒと結婚するが、1778年にエヴァは産褥死し、子供も生後24時間立たずに夭折した。レッシングの人生の終盤は、ヘルマン・ザミュエル・ライマールスやヨハン・メルヒオール・ゲェーツェらからの激しい批判を受け、ドイツ文学史上屈指の激しい宗教論争を巻き起こした。また代表作でもある『賢者ナータン』の上演のきっかけをつくる。
1781年にブラウンシュヴァイクにて逝去。ドイツにおいて、劇作を専門職とした最初の人物でもあった。

## 作品 （劇作・著作）
- 「若い学者の群」(Der junge Gelehre)(1747) - 独善的な死んだ学問に固執している学者を描く喜劇。レッシングの啓蒙思想のはしりとも解せる。
- 「ユダヤ人」(Die Juden)(1749)
- 「フライガイスト」(Der Freigeist)(1749)
- 「フィロータス」(Philotas)(1759)
- 「ミス・サラ・サンプソン｣(Miß Sara Sampson｣(1755)
- 「寓話集」(Fabeln)(1759)
- 「ラオコオン」(Laokoon)(1766)
- 「ミンナ・フォン・バルンヘルム」(Minna von  Barnhelm)(1767)
- 「ハンブルク演劇論」(Hamburgische Dramaturgie)(1767-1769)著作。
- 「エミリア・ガロッティ」(Emilia Galotti)(1772)
- 「反ゲーツェ」(Anti-Goeze)(1778)
- 「賢者ナータン」（Nathan der Weise）（1779）
- 「エルンストとファルク」(Ernst und Falk)（1778）著作。
- 「人類の教育」(Die Erziehung des Menschengeschlechts)(1780)著作。西洋近代の転生思想について書かれている。

## 日本語訳
（）内は、国会図書館デジタルコレクションへの外部リンクである。
- レッシング名作集 白水社, 1972
  - ミス・サーラー・サンプソン（有川貫太郎訳）、ミンナ・フォン・バルンヘルム、賢者ナータン（浜川祥枝訳）、エミーリア・ガロッティ（南大路振一訳）

- 賢者ナータン 附・人類の教育 大庭米治郎訳 岩波書店（NDLJP:963058）
  - 賢者ナータン 大庭米治郎訳 岩波文庫, 1927（NDLJP:1193946）
  - 賢者ナータン 大庭米治郎訳 増進堂, 1948 （NDLJP:1704150）
  - 賢人ナータン 浅井真男訳 日本評論社, 1948 世界古典文庫
  - 賢人ナータン 篠田英雄訳 岩波文庫, 1958 復刊1978ほか
  - 賢者ナータン－五幕の劇詩 市川明訳 松本工房, 2016
  - 賢者ナータン 丘沢静也訳 光文社古典新訳文庫, 2020.11

- ラオコオン 柳田泉訳 杜翁全集刊行会, 1922（NDLJP:953737）
  - ラオコオン 高橋義孝・呉茂一訳 筑摩書房, 1942
  - ラオコオン 絵画と詩歌の限界について 桜井和市訳 生活社, 1948
  - ラオコオン 絵画と文学との限界について 斎藤栄治訳 岩波文庫, 1970 復刊1991ほかISBN 978-4003240410（NDLJP:12704018）

- エミーリア・ガロツテイ 悲劇 野村行一訳 岩波書店, 1924（NDLJP:982532）
  - エミリア・ガロッティ 他2篇 野島正城 等訳 日本評論社, 1949 世界古典文庫

- ミス サラ・サムプソン 悲劇 野村行一訳 岩波書店, 1924
  - エミーリア・ガロッティ、ミス・サラ・サンプソン 田邊玲子訳 岩波文庫, 2006.12

- ミンナ・フォン・バルンヘルム 喜劇 野村行一訳 岩波書店, 1926 独逸文学叢書 
  - ミンナ・フォン・バルンヘルム、エミリア・ガロッティ 関口存男訳 近代社, 1928 世界戯曲全集第12巻独墺篇 2
  - ミンナ・フオン・バルンヘルム 井上正蔵訳 日本評論社, 1949 世界古典文庫 （NDLJP:982532）
  - ミンナ・フォン・バルンヘルム 小宮曠三訳 岩波文庫, 1962 復刊1994

- 教育と啓示 人類の教育 清水清訳.玉川学園出版部, 1932 玉川文庫
- 寓話と寓話論 中川良夫訳 八雲書店, 1947
- 寓話 山下肇訳 日本評論社, 1949 世界古典文庫
- 人類の教育 西村貞二訳 創元社, 1949 哲学叢書
- ハンブルク演劇論 奥住綱男訳 玄海出版社, 1953／現代思潮社・古典文庫（上下）, 1971-72 
  - ハンブルク演劇論 南大路振一訳 鳥影社・ロゴス企画部, 2003.10
- エルンストとファルク 人類の教育 ヨハネのテスタメント 有川貫太郎訳 講談社, 1976（世界文学全集 17）
- 理性とキリスト教 レッシング哲学・神学論文集 谷口郁夫訳 新地書房, 1987.1

## 日本語研究書
- レッシング　仁科武光 弘文堂書房,1940.教養文庫
- レッシング伝説 第1-2部　F.メーリング 小森潔,富田弘,戸谷修共訳.風媒社,1968-71
- 啓蒙時代のドイツ演劇 レッシングとその時代 永野藤夫 東洋出版,1978.6
- 市民悲劇「エミーリア・ガロッティ」の周辺 奥住綱男 近代文芸社 1993.3.
- 安酸敏真『レッシングとドイツ啓蒙 : レッシング宗教哲学の研究』（創文社、1998）
- 渡邉直樹『レッシング　啓蒙精神の文芸と批評』（同学社、2002）
- 南大路振一ほか『ドイツ市民劇研究』（三修社）